# Falsonoeme cyrus
Falsonoeme cyrus är en skalbaggsart som beskrevs av Jean François Villiers 1971. Falsonoeme cyrus ingår i släktet Falsonoeme och familjen långhorningar.
Artens utbredningsområde är Iran. Inga underarter finns listade i Catalogue of Life.